# 前山村 (長野県)
前山村（まえやまむら）は長野県南佐久郡にあった村。現在の佐久市前山・小宮山にあたる。

## 歴史
- 1889年（明治22年）4月1日 - 町村制の施行により、南佐久郡前山村・小宮山村の区域をもって発足。
- 1954年（昭和29年）4月1日 - 南佐久郡野沢町・大沢村・岸野村・桜井村と合併し、改めて野沢町が発足。同日前山村廃止。